# Urządzenia księgowe
Urządzenia księgowe – pojęcie dotyczące organizacji pracy, informujące jak księgowość jest urządzona, zorganizowana w kontekście ewidencji zaszłości (operacji) gospodarczych. 
Nie mylić z pojęciem "urządzenia stosowane w księgowości" (np. kontownica, maszyna księgująca)
| urządzenia podstawowe             | czynności               | urządzenia pomocnicze                      |
| dokumenty dowody księgowe         | gromadzenie sprawdzanie | instrukcja sporządzania, obiegu i kontroli |
|                                   | dekretowanie            | plan kont                                  |
| dziennik (księga główna)          | ewidencjonowanie        | polityka rachunkowości                     |
| konta (rachunki)                  | księgowanie             | rejestry pomocnicze                        |
| bilans zestawienie obrotów i sald | rozliczanie             |                                            |